# Chester A. Arthur
Chester Alan Arthur (5 tháng 10 năm 1829 – 18 tháng 11 năm 1886) là một luật sư, chính trị gia người Mỹ, và là Tổng thống thứ 21 của Hoa Kỳ (1881-1885). Ông là Phó tổng thống thứ 20 dưới thời James Garfield và lên nhận chức Tổng thống khi Garfield qua đời vào tháng 8 năm 1881, 2 tháng sau khi vụ ám sát Tổng thống thất bại xảy ra.
Arthur sinh ra tại vùng Fairfield, Vermont, nhưng lớn lên tại vùng phía bắc bang New York và hành nghề luật sư tại thành phố New York. Ông là Chủ nhiệm Tổng cục Hậu cần Dân quân New York trong thời Nội chiến. Sau chiến tranh, ông giành nhiều thời gian cho những công việc chính trị của Đảng Cộng hòa và dần trở thành một nhân vật lớn trong tổ chức chính trị của Thượng Nghị sĩ bang New York, Roscoe Conkling. Dưới thời Tổng thống Ulysses S. Grant, ông được bổ nhiệm làm Cục trưởng Hải quan Cảng New York năm 1871, và trở thành một người hỗ trợ quan trọng của Conkling cũng như của phe Stalwart của Đảng Cộng hòa. Năm 1878, Tổng thống Rutherford B. Hayes sa thải Arthur nhằm cải cách hệ thống bảo trợ chính trị (tiếng Anh: patronage system) liên bang tại New York. Khi Garfield giành được sự tiến cử của Đảng Cộng hòa cho chức Tổng thống trong cuộc bầu cử năm 1880, Arthur cũng được đề cử chức Phó Tổng thống với tư cách là thành viên của phe Stalwart ở phía đông để cân bằng bảng danh sách của Đảng. Sau 4 tháng nhậm chức, Garfield không may bị bắn bởi một sát thủ và qua đời 11 tuần sau đó, Arthur được lên thay thế và nắm chức Tổng thống.
Thời gian đầu sau khi nhậm chức, Arthur phải vất vả để giải quyết những công việc của mình do có tai tiếng là một thành viên của phe Stalwart và cũng như là một sản phẩm của nhóm chính trị của Conkling. Tuy nhiên, ông đã gây bất ngờ cho những nhà cải cách khi ủng hộ và ban hành Đạo luật Cải cách Công vụ Pendleton. Arthur là người đã góp phần giúp cải tổ và nâng cấp Hải quân Hoa Kỳ, nhưng ông vẫn bị nhiều lời chỉ trích do không giải quyết được vấn đề thặng dư trong ngân sách liên bang sau khi được tích lũy đáng kể từ lúc Nội chiến kết thúc. Ông đã miễn cưỡng ký Đạo luật Ngăn chặn người Trung Hoa nhằm cấm người lao động Trung Quốc vào Mỹ. Đạo luật này là một sự thay thế của Đạo luật Page ban hành vào năm 1875 (chỉ cấm phụ nữ Trung Quốc nhập cảnh Mỹ) và là đạo luật đầu tiên hoàn toàn cấm cả một quốc gia và dân tộc di dân vào Mỹ.
Do có nhiều vấn đề về sức khỏe, Arthur không quá nỗ lực kêu gọi người dân bầu cho mình trong cuộc bầu cử chọn ứng viên Tổng thống của Đảng Cộng hòa năm 1884. Ông nghỉ hưu sau khi kết thúc nhiệm kỳ Tổng thống. Sức khỏe kém cộng với khí chất chính trị không quá mạnh mẽ của Arthur đã khiến cho chính quyền của ông kém năng nổ hơn những vị Tổng thống thời hiện đại. Tuy nhiên, ông vẫn được nhiều người đương thời ca tụng do làm việc hiệu quả lúc nhận chức. Sau khi ông qua đời năm 1886, hình bóng Arthur bị lu mờ trong tiềm thức người dân Mỹ sinh sống trong những năm thế kỷ 20 và 21.